# فرودگاه آبی هد لیک
فرودگاه آبی هد لیک (به انگلیسی: Head Lake Water Aerodrome) یک فرودگاه همگانی است که یک باند فرود آب دارد. این فرودگاه در کشور کانادا قرار دارد و در ارتفاع ۲۶۸ متری از سطح دریا واقع شده‌است.